# Alfred Moir
Pour les articles homonymes, voir Moir.
Alfred Moir, né en 1924 et mort en 2010, est un historien de l'art et collectionneur américain, spécialisé dans l'art baroque et en particulier dans l’œuvre de Caravage.

## Biographie
Alfred Moir naît le 14 avril 1924 à Minneapolis. Il sert dans l'armée américaine de 1943 à 1946, puis entre à l'université Harvard où il obtient un doctorat en 1953.
Il enseigne d'abord à l'université Tulane à La Nouvelle-Orléans, puis à l'université de Santa Barbara en Californie, qu'il quitte pour prendre sa retraite en 1991 avec le titre de professeur émérite.
Alfred Moir meurt le 13 novembre 2010 en léguant sa collection d’œuvres d'art à plusieurs musées, dont celui de l'université de Santa Barbara.

## Ouvrages
- The Character and Development of Caravaggism in Italy and its Regional Aspects (thèse de doctorat) (1953).
- Art in Italy, 1600-1700 (1965).
- The Italian Followers of Caravaggio (1967).
- Seventeenth-Century Italian Drawings from the Collection of Janos Scholz (direction) (1973).
- Caravaggio and His Copyists (1975).
- Caravaggio (1982).
- Van Dyck's Antwerp (1991).
- Van Dyck (1994).